# Aimée Lidéa Nabo
Aimée Lidéa Nabo , née à Divo, est la première femme mécanicienne d’avion de l'histoire de la Côte d’Ivoire.

## Biographie

### Origine et formation
Issue d'une famille de cinq enfants, Aimée Lidéa Nabo considérée comme un profil du record Guinness, est la toute première femme ivoirienne à être formée au sein de la Compagnie Air Côte d'Ivoire en tant que mécanicienne d'avion.
Passionnée par les métiers scientifiques depuis toujours, Aimée Lidéa Nabo obtient en 2011 un baccalauréat série C au Lycée moderne Divo.
En 2014, elle suit un stage professionnel de six mois en informatique au ministère de l'enseignement supérieur et de la recherche scientifique de Côte d'Ivoire à l'issue duquel elle obtient une Licence professionnelle en Sécurité Informatique. Compte tenu de la difficulté d’obtention d’emploi, elle travaille dans une imprimerie pour subvenir à ses besoins.
En 2016 à l'issue de sa réussite au test de recrutement de nouveaux ingénieurs de maintenance aéronautique pour la compagnie d’aviation ivoirienne, elle s'inscrit à l’Institut National Polytechnique Félix Houphouët Boigny (INPHB) de Yamoussoukro. Elle y obtient la Licence de Technicien d'ingénierie aéronautique.
En 2017, elle poursuit ses études à l'Institut aéronautique et école de pilotage Amaury de la Grange (IAAG), où elle obtient une Licence B1 et B2 en maintenance aéronautique. En octobre 2021, elle obtient des qualifications de types A320 family et LEAP ENGINE,.
En 2021, Aimée Lidéa Nabo reçoit le troisième Prix d'Excellence 2021 de la meilleure contribution au rayonnement du secteur du transport aérien,.

## Articles Connexes
- Air Côte d'Ivoire
- Divo
- Institut National Polytechnique Félix Houphouët Boigny